# 지도거북
지도거북은 거북목 늪거북과의 파충류이다.

## 특징

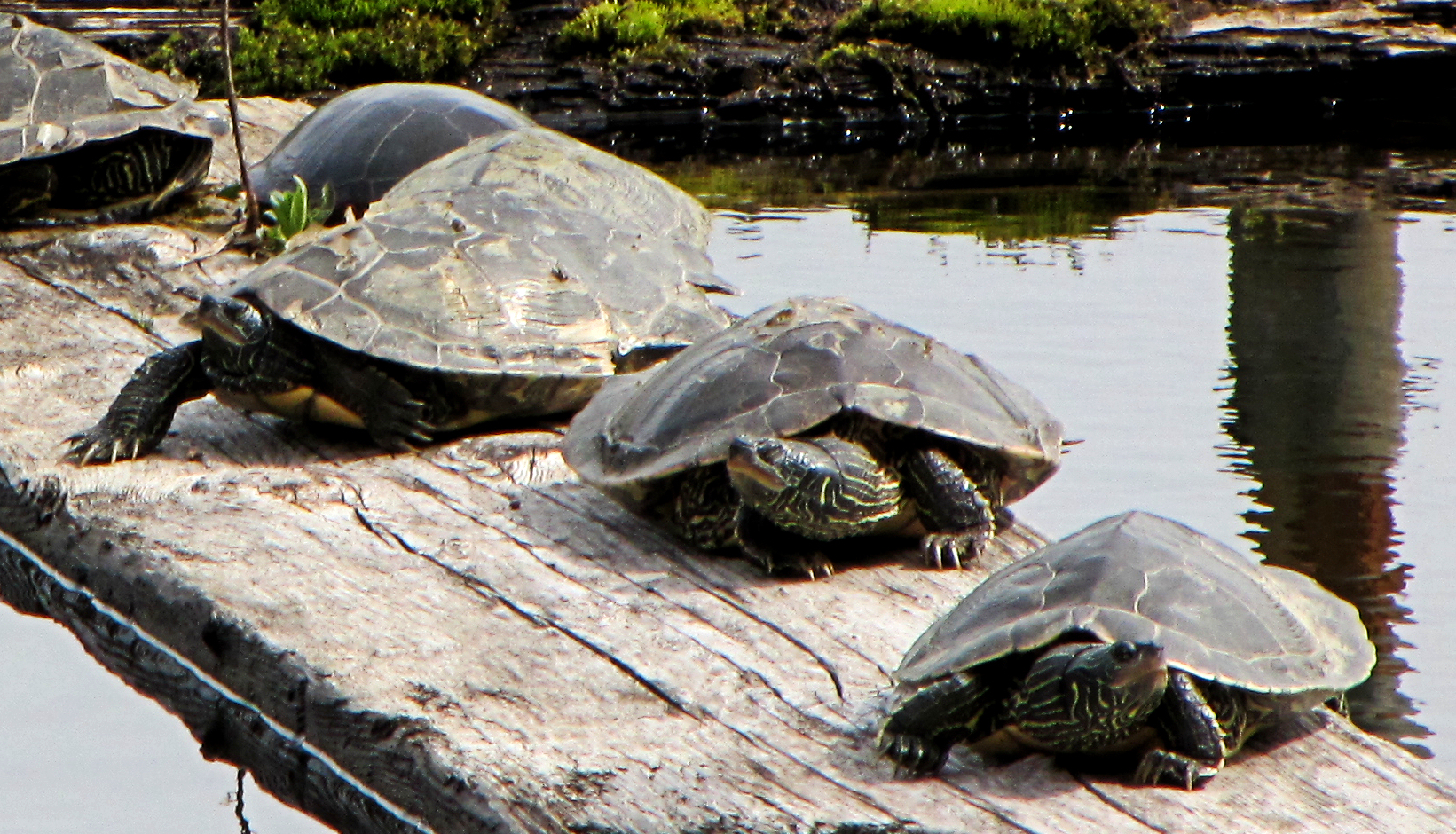

등딱지의 선은 노란색, 황갈색, 또는 주황색의 그늘지고 어두운 테두리에 둘러싸여 있다. 등딱지의 나머지 부분은 올리브색 또는 회갈색이다. 지도거북의 등딱지 무늬가 퇴색하는 경향이 있지만, 등딱지가 젖은 경우 아직 남아있는 것이 보통이다. 가슴 장식은 노란색이고 가운데에 어두운 얼룩 무늬가 있다. 머리, 목, 사지는 올리브색, 갈색, 연한 노란색 또는 녹색 줄무늬가 있는 검은색이다. 눈 뒤에 타원형 또는 삼각형 반점이 있다. 수컷의 등딱지 길이는 10-16cm이고 몸무게는 150-400g이다. 암컷의 등딱지 길이는 18-27cm이고 몸무게는 약 0.67-2.5kg이다. 암컷의 머리는 수컷보다 훨씬 크고, 이것은 먹이의 차이와 관계가 있다. 수컷의 등갑은 작다. 용골은 날카롭고, 머리는 작다. 꼬리는 길고 두껍다. 새끼 지도거북은 등쪽에 뚜렷한 용골이 있다. 새끼의 등딱지는 둥글고 회갈색이다. 새끼의 등딱지 길이는 약 2.5cm이다.

## 분포

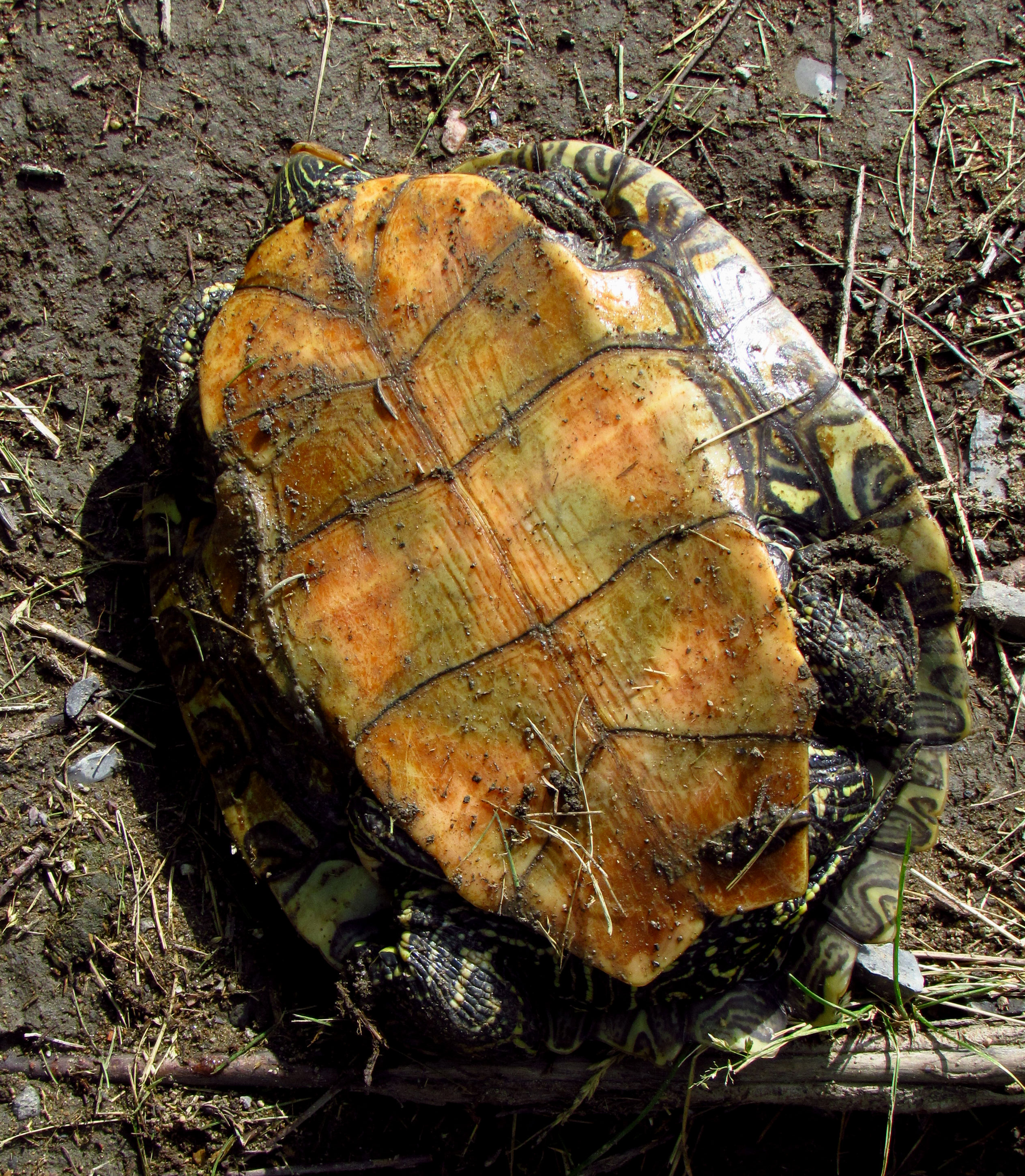
등껍질 속으로 들어간 지도거북

지도거북은 세인트로렌스강 유역에 있는 퀘벡과 온타리오에서 버몬트에 이르기까지 서식한다.

## 서식지
지도거북은 연못, 강, 호수에 서식한다.

## 생태와 습성

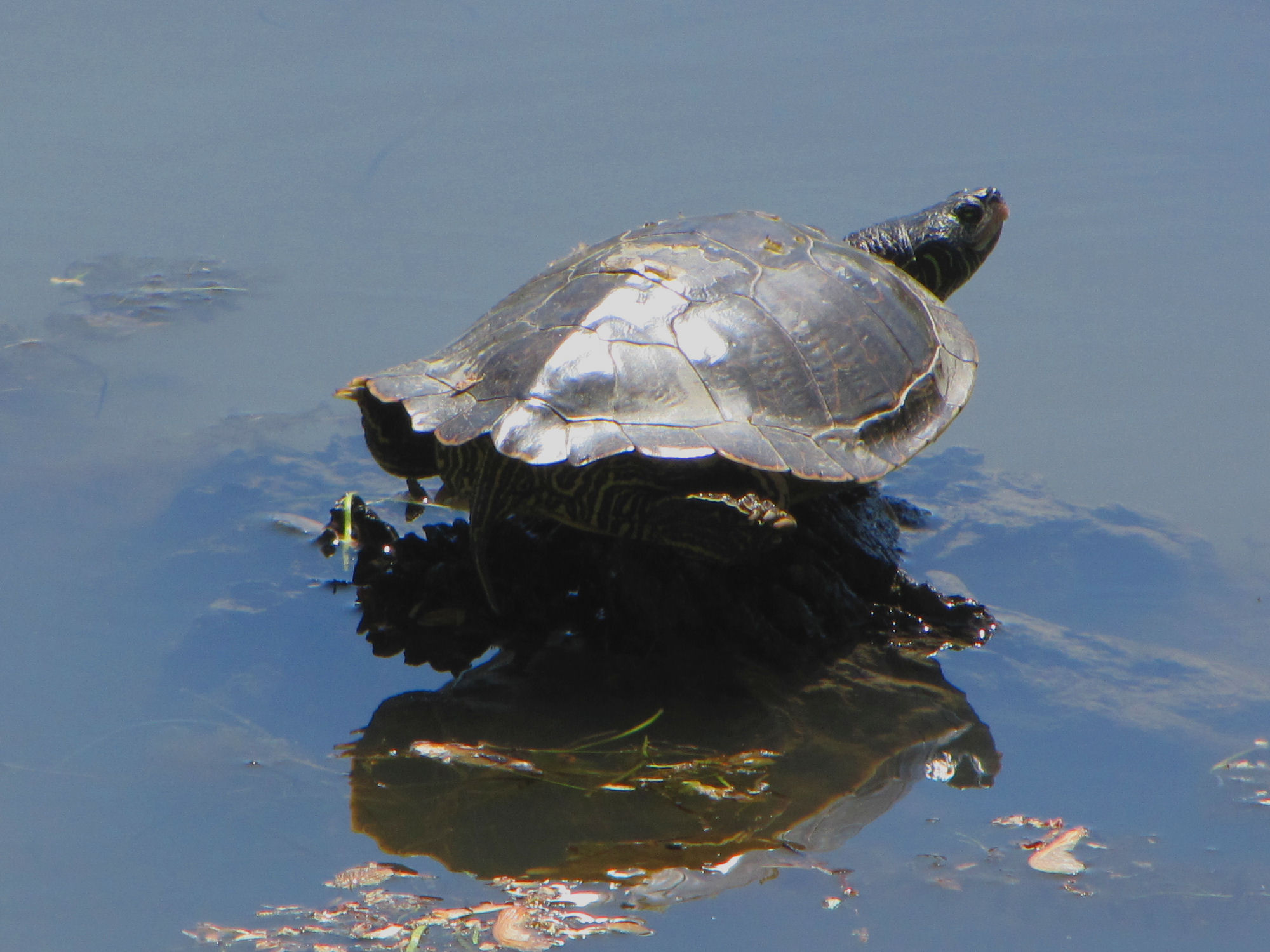

이 거북은 지역 기후 요인에 따라 11월부터 4월초까지 휴면한다. 지도거북은 물 아래에서 겨울을 보낸다. 지도거북은 주행성동물이다.